# Mike Arcuri

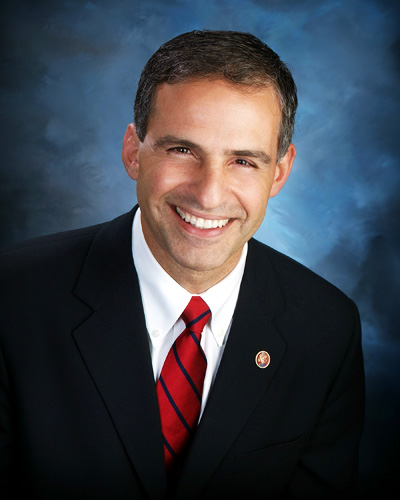
Mike Arcuri

Michael Angelo "Mike" Arcuri, född 11 juni 1959 i Utica, New York, är en amerikansk demokratisk politiker. Han representerade delstaten New Yorks 24:e distrikt i USA:s representanthus 2007–2011.
Arcuri gick i skola i T.R. Proctor High School i Utica. Han avlade 1981 kandidatexamen i historia vid University at Albany, SUNY och 1984 juristexamen vid New York Law School. Han var distriktsåklagare för Oneida County, New York 1994–2006.
Kongressledamoten Sherwood Boehlert kandiderade inte till omval i mellanårsvalet i USA 2006. Arcuri vann valet och efterträdde republikanen Boehlert i representanthuset i januari 2007. År 2008 vann Arcuri knappt mot affärsmannen Richard L. Hanna. I mellanårsvalet 2010 förlorade sedan Arcuri mot Hanna.  
Arcuri är katolik av italiensk härkomst.